# Ronda Alta
Ronda Alta este un oraș în Rio Grande do Sul (RS), Brazilia.